# Combas (Erau)
Combas (en francès Combes) és un municipi occità del Llenguadoc, situat a la part septentrional del departament de l'Erau i a la regió d'Occitània. L'any 1999 tenia 265 habitants.

## Demografia

Població 1962-2008